# 奥克鲁格
奥克鲁格是德国石勒苏益格－荷尔斯泰因州的一个市镇。总面积49.91平方公里，总人口3635人，其中男性1787人，女性1848人（2011年12月31日），人口密度73人/平方公里。